# 左髀
左髀（左大腿）是香港人對雞、鴨、鵝等的特殊偏好，香港人相信吃禽鳥時，以腿部最為矜貴，當中又以左腿較右腿為佳，在1970年代香港經濟騰飛後，據說一些客人走進店舖，二話不說只叫「雙髀飯」，還指定非左髀不要，以顯示豪氣。
至於為何左腿較右腿為佳，坊間有不同解釋。最常見的說法，是因為鵝在排尿時，通常是提起左腿，因此小便順著右腿而下，沾上羶味，故左腿較右腿衛生。然而，由於鳥類並沒有膀胱，因此鳥類，包括鵝，並不能好像人類或其他哺乳類動物一樣排尿，因而這個說法的可信性相當低。
另一種說法指左腿活動較多，因此肉質較為粗壯結實。
除此之外，也有說法指這是因黑話而造成的一場誤會。在香港廉政公署成立前，有些不肖的香港警察會向商家收取「保護費」，若不確定是否已交費，就會委婉地問：「吃燒鵝，左髀好還是右髀好？」已交錢的商戶會答：「左髀。」倒著唸則成「髀左」，與廣東話中的「畀咗」（已交了）同音。
事實上，部份食家並不同意腿部最為好吃。以燒鴨鵝為例，一般以「腩位」（近腹部）較獲食家喜好，因為當鴨鵝掛起來燒烤時，所有調味料都聚在該處，令骨頭亦能入味。